# Угорський національний філармонічний оркестр
Уго́рський націона́льний філармоні́чний орке́стр (угор. Nemzeti Filharmonikus Zenekar) відомий також як Угорський національний симфонічний оркестр. Базується в столиці країни, Будапешті. Заснований в 1923 році.

## Музичні керівники оркестру
- Золтан Рожняй
- Дешьо Бор
- 1945–1952 Ласло Сомогйі
- 1952–1984 Янош Ференчік
- 1987–1997 Кен-Ічіро Кобаяші
- 1997— Золтан Кочіс